# Ergenstein
Der Ergenstein ist eine 419,7 m ü. NHN hohe Erhebung im deutschen Mittelgebirge Taunus. Er liegt bei Schönborn im rheinland-pfälzischen Rhein-Lahn-Kreis (Deutschland).

## Geographie

### Lage
Der Ergenstein erhebt sich im Westlichen Hintertaunus in östlicher Nachbarschaft zum Naturpark Nassau. Sein Gipfel liegt 1,5 km östlich von Schönborn, 3,5 km westlich von Hahnstätten, 4,3 km nordöstlich von Klingelbach und 1,5 km nordwestlich der Burg Hohlenfels. Die Erhebung mit dem nördlich vorgelagerten Hühnerkopf (ca. 390 m) befindet sich im nordöstlichen Teil der Landschaft Einrich.
Die Nordostkuppe des Ergenstein ist 419,7 m hoch, die Südwestkuppe 414,1 m. Südlich vorbei am Berg verläuft in Nordost-Südwest-Richtung die mittelalterliche Hessenstraße, von der die nordwärts gerichtete und direkt westlich am Gipfel vorbeiführende Rintstraße abzweigt.

### Naturräumliche Zuordnung
Der Ergenstein gehört in der naturräumlichen Haupteinheitengruppe Taunus (Nr. 30), in der Haupteinheit Westlicher Hintertaunus (304) und in der Untereinheit Katzenelnbogener Hochfläche (304.9) zum Naturraum Zentrale Katzenelnbogener Hochfläche (304.92). Nach Osten fällt die Landschaft in den Naturraum Schiesheimer Aartalweitung (304.93) ab. Im Nordosten schließt sich die Untereinheit Südliches Limburger Becken (311.2) an, die in der Haupteinheitengruppe Gießen-Koblenzer Lahntal (31) zur Haupteinheit Limburger Becken (311) zählt.

### Fließgewässer
Südöstlich des Ergenstein entspringt der Hohlenfelsbach und nordnordöstlich der Merschelbach, die beide in die bergnahe Aar münden. Südwestlich liegt die Quelle des Sommerbachs, der in Bergnähe in den Dörsbach fließt. Westsüdwestlich entspringt der Schaufertsbach, dessen Wasser durch den westlich quellenden Schönborner Bach in den beim Hühnerkopf entspringenden Wasenbach fließt.

## Schutzgebiete

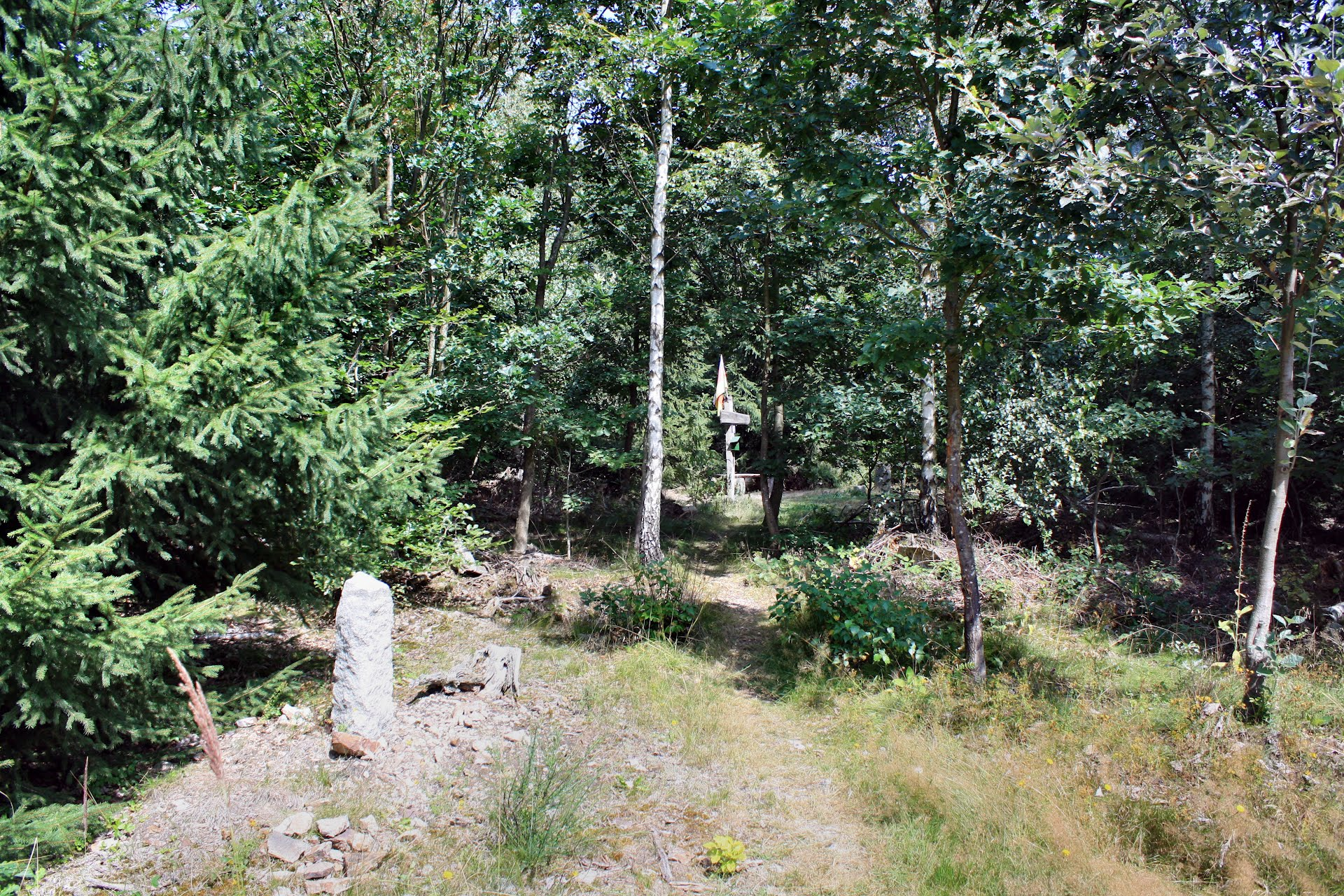
Gipfelplateau des Ergensteins

Auf dem Ergenstein liegen Teile des Fauna-Flora-Habitat-Gebiets Taunuswälder bei Mudershausen (FFH-Nr. 5714-303; 17,68 km²). Bis auf seinen Südosthang reichen solche des Naturschutzgebiets Hohlenfelsbachtal (CDDA-Nr. 318562; 2002 ausgewiesen; 1,1076 km² groß).